# Heliconius fasciatus
Heliconius fasciatus är en fjärilsart som beskrevs av Osbert Salvin och Frederick DuCane Godman 1877. Heliconius fasciatus ingår i släktet Heliconius och familjen praktfjärilar. Inga underarter finns listade i Catalogue of Life.